# El baño
El baño es una película chilena de comedia negra del año 2005, está dirigida por Gregory Cohen y protagonizada por Alex Zisis, Pablo Macaya, Faryde Kaid y Aline Küppenheim.

## Sinopsis
Dos décadas de historia nacional son revisadas a través de los diversos usuarios del baño de una casa en un barrio no especificado de Santiago. En una esquina de la pared, una cámara oculta (la única en toda la cinta) va capturando la violencia, la soledad, la locura y la ternura de estos compatriotas que viven, mueren y matan entre la tina y el bidé.

## Reparto
- Alex Zisis
- Pablo Macaya
- Faryde Kaid como Ángela.
- Aline Küppenheim
- Eduardo Marambio
- Juan Barahona
- Juan Pablo Bastidas como Doctor.
- Ramón Llao
- Lía Maldonado
- Jaime MacManus
- Igor Rosenmann
- Loreto Moya
- Álvaro Espinoza
- José Luis Aguilera
- Liliana García

## Premios
- Premio Especial del Público, Festival Internacional de Cine Digital de Viña del Mar, Chile, 2005
- Premio Especial del Jurado, Premio Especial del Público Festival Internacional de Cine Latinoamericano Marseille, Francia, 2006